# Bernadette Bour
Bernadette Bour, née à Nancy le 10 décembre 1939, est une artiste plasticienne.

## Biographie
Bernadette Bour naît à Nancy le 10 décembre 1939. Après une licence en histoire et en archéologie, elle obtient le diplôme national des beaux-arts en 1970. Elle enseigne dans un premier temps à l'université de Strasbourg puis à l'école des beaux-arts de Lorient tout en produisant des œuvres comme neuf formes géométriques simples conçues de 1969 à 1972 ou Fiches au procès en 1973. Elle expose pour la première fois en 1974 à la galerie Germain à Paris. Son travail artistique porte alors sur les surfaces (toiles de coton, papiers de soie, buvards) qu'elle coud, déchire ou superpose. Son œuvre évolue dans les années 1980 car même si la couture y joue un rôle important, elle construit celle-ci à partir de deux couleurs (jaune doré et noir anthracite) et sur les angles des toiles ,.

## Analyse de l'œuvre
L'œuvre de Bernadette Bour se concentre sur les grilles tissées sur des supports mêlant papier, couches de peinture, colle, soie, fil.
Camille Morineau rapproche son travail sur les grilles en couture de celles d'Hessie, de Milvia Maglione ou de Ghada Amer et inscrit leurs œuvres dans la réflexion sur la structure excentrique, telle que définie par Lucy Lippard en 1966 et pratiquée par Hanne Darboven, Louise Nevelson, Valérie Jouve ou Aurélie Nemours.

## Expositions (sélection)
- « Le Sourire de la Victoire de Samothrace », Kunstmuseum, Dusseldorf, 2000
- Maison de la culture, Saint-Étienne, 1985
- « Malerei », Nationalgalerie Berlin, 15 juin au 31 juillet 1983
- Internationaal Culturel Centrum, Anvers, 6 janvier au 4 février 1979
- Peintures, CAPC - Musée d'art contemporain, Bordeaux, 1976
- Musée d'art moderne, Strasbourg, 1976
- Galerie Germain, Paris, 1974